# Maggie Q
Maggie Q (nacida como Margaret Denise Quigley, Honolulu, 22 de mayo de 1979) es una actriz y exmodelo estadounidense. Sus padres se conocieron mientras él estaba destinado como soldado en Vietnam. Maggie Q ganó fama inicialmente en Hong Kong.

## Carrera
Maggie Q ha participado en películas de acción de fama internacional como Misión imposible 3 o Live Free or Die Hard, siendo éstas las que más han contribuido a crearle un nombre en Hollywood.
En 2010 es la protagonista de Nikita, serie original de la cadena The CW en la que encarna a la asesina Nikita. La serie es una nueva versión de la serie canadiense La Femme Nikita, que a su vez es una adaptación de la película Nikita, dura de matar (1990) dirigida por Luc Besson. Su estreno fue el 9 de septiembre en los Estados Unidos. Las otras Nikitas han sido Anne Parillaud (1990), Bridget Fonda (1994) en la nueva versión estadounidense de la película y Peta Wilson (1997) en la serie televisiva.
En 2011 Maggie Q apareció en la película apocalíptica de vampiros Priest. En 2014 se unió a la saga Divergente. También protagonizó la serie Stalker que fue cancelada para su segunda temporada.
En 2025 protagoniza en Prime la serie Ballard, basada en las novelas de Michael Connelly.

## Filmografía

### Cine
| Año  | Película                                   | Papel                            |
| ---- | ------------------------------------------ | -------------------------------- |
| 2023 | The Family Plan                            | Gwen                             |
| 2021 | The Protégé                                | Anna                             |
| 2020 | Fantasy Island                             | Gwen Olsen                       |
| 2020 | Death of Me                                | Christine                        |
| 2018 | Modest Heroes                              | Madre (voz)                      |
| 2018 | The Con Is On                              | Irina                            |
| 2017 | The Crash                                  | Hilary                           |
| 2017 | Pesadilla siniestra                        | Alice                            |
| 2016 | Leal                                       | Tori                             |
| 2015 | Insurgent                                  | Tori                             |
| 2014 | Divergent                                  | Tori                             |
| 2011 | Priest                                     | Sacerdotisa                      |
| 2010 | The King of Fighters                       | Mai Shiranui                     |
| 2010 | Operation: Endgame                         | Gran sacerdotisa                 |
| 2009 | New York, I Love You                       |                                  |
| 2008 | Deception                                  | Tina                             |
| 2008 | Three Kingdoms: Resurrection of the Dragon | Cao Ying                         |
| 2007 | Balls of Fury                              | Maggie Wong                      |
| 2007 | Live Free or Die Hard                      | Mai Linh                         |
| 2006 | Misión imposible 3                         | Zhen Lei                         |
| 2006 | The Counting House                         | Jade                             |
| 2005 | House of Harmony                           | Harmony                          |
| 2005 | Dragon Squad                               | Yuet                             |
| 2005 | Taped                                      | Maggie                           |
| 2005 | Earthlings - Documental                    | Coproductora                     |
| 2004 | Rice Rhapsody                              | Gigi                             |
| 2004 | La vuelta al mundo en 80 días              | Agente femenina                  |
| 2004 | Magic Kitchen                              | May                              |
| 2003 | The Trouble-Makers                         | Clary                            |
| 2002 | Naked Weapon                               | Charlene Ching                   |
| 2001 | Rush Hour 2                                | Chica en coche                   |
| 2001 | Manhattan Midnight                         | Las hermanas gemelasSusan y Hope |
| 2000 | Gen-Y Cops                                 | Jane Quigley                     |
| 2000 | Model from Hell                            | Anna                             |
| 1999 | The Legendary 'Tai Fei'                    | Kei, esposa de Fei               |

### Televisión
| Año             | Serie               | Papel                       |
| --------------- | ------------------- | --------------------------- |
| 2025-Actualidad | Ballard             | Renée Ballard               |
| 2016–19         | Designated Survivor | Hannah Wells                |
| 2014–15         | Stalker             | Beth Davis/ Michelle Webber |
| 2012–19         | Young Justice       | Wonder Woman                |
| 2010–13         | Nikita              | Nikita Mears                |

## Actuación en videojuegos
Maggie Q participó en el videojuego de carreras Need for Speed: Undercover como la detective Chase Linh, quien lleva una investigación con respecto a una red internacional de robo y contrabando de vehículos.
Luego se descubre que ella encabeza parte de esa operación, culpando al jugador de un asesinato que ella cometió. En la última misión del juego, tras una persecución en Palm Harbor (zona perteneciente a Tri City) termina arrestada.